# Pycnomerus doelloi
Pycnomerus doelloi is een keversoort uit de familie somberkevers (Zopheridae). De wetenschappelijke naam van de soort werd in 1921 gepubliceerd door Juan Brèthes.